# Breath of Fire II
Breath of Fire 2: The Fated Child é o segundo título na saga de Breath of Fire. Foi lançado para o SNES no Japão em 1994, e nos Estados Unidos em 1996, pela Capcom. Logo o publicou na Europa em 1996. Mais adiante foi relançado para o GBA no Japão e os Estados Unidos no 2001 e 2002 respectivamente.

## Jogabilidade

### Sistema de Batalha
Trata-se de um sistema de batalhas em turnos. Você escolhe a ação de seu personagem através de um menu. Enquanto você pensa qual opção irá usar, os inimigos não atacam. Cada personagem pode executar apenas uma ação por turno, assim como os inimigos. A velocidade da ação é determinada segundo a agilidade de cada um deles.

## Personagens
Os personagens de Breath of Fire II foram criados pelo artista da Capcom Taksuya Yoshikawa, que também desenhou o elenco do jogo anterior. Breath of Fire II apresenta nove personagens controláveis que se juntam ao grupo do jogador em determinados pontos da história, cada um com seu próprio repertório de ataques, magias e ações de campo para resolução de obstáculos e quebra-cabeças.
O personagem principal é um rapaz de 16 anos chamado Ryu, que tem o mesmo nome dos outros protagonistas da série. Ele se vê sozinho no mundo após o desaparecimento de seu pai e sua irmã e todos os moradores de seu vilarejo se esquecem de quem ele é. Como membro do Dragon Clan, Ryu é capaz de se transformar em dragões com poderes devastadores, e passa a viver como "Ranger", espécie de mercenário. Ele segue com seu amigo e companheiro de profissão, Bow, um ladrão membro de uma raça de cães humanóides que usa uma besta em batalha. Conforme o jogo se desenrola, outros personagens se agregam ao grupo, como Katt, uma integrante da raça de felinos humanóides Woren, que é gladiadora em um coliseu; Rand, um tatu humanóide que luta com as mãos nuas; Nina, descendente da Nina original de Breath of Fire e princesa de um clã de humanos alados, exilada por ter asas negras; Sten, um antigo soldado de um reino de macacos que vive como mágico; Jean, um príncipe de uma raça de sapos que luta para recuperar seu trono; e Spar, um homem-planta sem emoções que pode se comunicar com a natureza. A feiticeira imortal Bleu do jogo anterior é uma personagem opcional e também pode ser recrutada.

## História
A história é tomada em um mundo fictício sem um nome em particular, habitado por, além de seres humanos, criaturas de raças antropomórficas que convivem entre si. Neste mundo, a maioria de pessoas praticam uma religião nova parecida ao catolicismo chamada Evanismo, esquecendo à crença prévia no Deus Dragão.
O jogo nos narra a história de um menino chamado Ryu Bateson, e começa quando este tem seis anos. Ryu é desperto pelo seu pai, um pastor Evanista chamado Garner, o qual lhe pede ir buscar a sua irmã, Yua. O menino a encontra frente a um enorme dragão dormente nos arredores de seu povo, Gate. Quando volta ao povo poucos minutos depois que separar-se de sua irmã e pai, ninguém em Gate parece lembrar-se dele ou de sua família.
Depois destes eventos, Ryu conhece Bow Doggy, que lhe incita a escapar de Gate. Buscando proteção de uma tempestade fora do povo, terminam em uma caverna, onde um demônio ataca a Ryu e o nocauteia.
Dez anos depois, Ryu cresceu e habita em HomeTown com Bow, onde ambos têm um trabalho como caçadores, isto é, aceitam todo tipo de missões dos habitantes da região. Inicialmente desejam ser tomados como caçadores sérios, no entanto, se lhes atribui a fácil tarefa encontrar o porco mascote da princesa de Windia. Após vários eventos em conseqüência desta missão, Bow escapa de HomeTown com Ryu, e daqui a história se vai desenvolvendo.